# Incantation
Pour les articles homonymes, voir Incantation (homonymie).

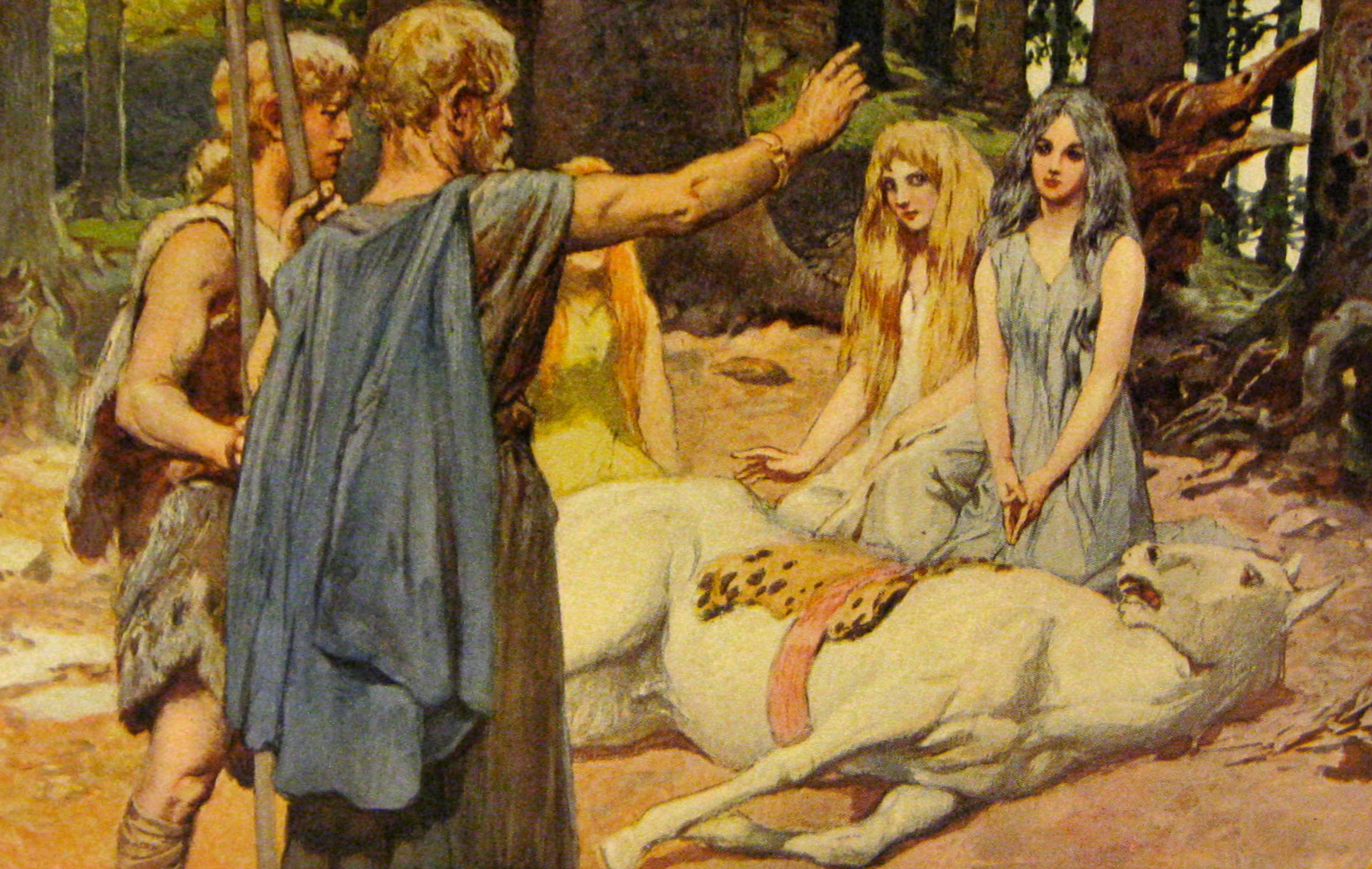
Odin guérit le cheval de Baldr (illustration de Walhall, die Götterwelt der Germanen d'Emil Doepler, 1905).

Dans le vocabulaire de la magie et du chamanisme, l'incantation est la composante orale d'un acte surnaturel : le magicien ou le chamane prononce des paroles magiques qui vont l'aider à transgresser les lois de la réalité. Dans le domaine du chamanisme, les incantations ont notamment été étudiées en anthropologie pour leur efficacité symbolique et pour leurs références à la mythologie,,.  
Souvent, l'incantation est un chant (une mélopée) ; d'où son étymologie, l'incantation est une "invitation" - préfixe in, idée d'entrée, de venue - "par le chant" - racine verbale cantare. 
Elle peut être laudative, car elle s'adresse à une puissance supérieure, et/ou impérative, si l'incantateur croit commander aux forces occultes plutôt que d'implorer leur bienveillance. Elle fait beaucoup appel à des langues mortes : latin, ou grec antique, censées être plus proches du savoir originel, mais peut aussi se faire en langue vernaculaire. Elle est souvent répétitive, la répétition étant censée renforcer son pouvoir occulte. Par métonymie, on résume parfois l'invocation à la seule incantation, mais c'est un abus de langage[réf. nécessaire].
Certaines incantations sont uniquement prononcées la nuit pour renforcer leurs effets. Différents types de vers incantatoires peuvent être distingués : les invocations (nommant ou interpellant les entités nécessaires à la finalité globale de l'incantation) ; et les vers magiques, employant les propriétés ou les effets possibles des entités dans un certain but (positif ou négatif), le plus souvent au moyens de verbes performatifs. 

## Analogie profane
Dans la vie courante, on dit parfois d'un texte ou d'un discours qu'il a un caractère incantatoire, c'est-à-dire selon les cas :
- que son auteur prétend qu'il va changer le monde, d'une part, selon ses désirs, d'autre part, et sans en détailler le mode opératoire.

- que son auteur espère qu'un évènement particulier se produise ou, plus rarement, ne se produise pas.

- que son ou ses auteurs lui prêtent un certain pouvoir magique, sans pour autant s'en servir dans un cadre occulte. Il y a alors souvent une composante propitiatoire - l'incantation est glissée dans le texte pour contrebalancer la mention du Diable ou d'une autre force néfaste.

- que son caractère répétitif, insistant, le rapproche d'une incantation par sa simple forme.

## Dans la culture arabe
Dans la culture arabe, l'incantation, ou "azaim" en arabe, occupe une place significative et revêt divers aspects, tant dans les traditions populaires que dans les pratiques religieuses et spirituelles. Historiquement, ces incantations étaient souvent associées à la guérison, à la protection contre les esprits maléfiques et à l'invocation de bénédictions. Elles se manifestent sous différentes formes, telles que des prières, des formules magiques, des versets coraniques ou des poèmes. Les incantations arabes sont profondément enracinées dans la croyance en la puissance du verbe et de la parole, considérés comme des moyens d'influencer le monde spirituel et matériel. Dans certaines communautés, ces pratiques sont étroitement liées à la roqya, une forme de thérapie spirituelle visant à guérir par la récitation du Coran. Malgré l'évolution des sociétés arabes modernes, l'incantation continue d'être pratiquée et respectée, témoignant de la richesse et de la diversité du patrimoine culturel arabe.